# WRT54G

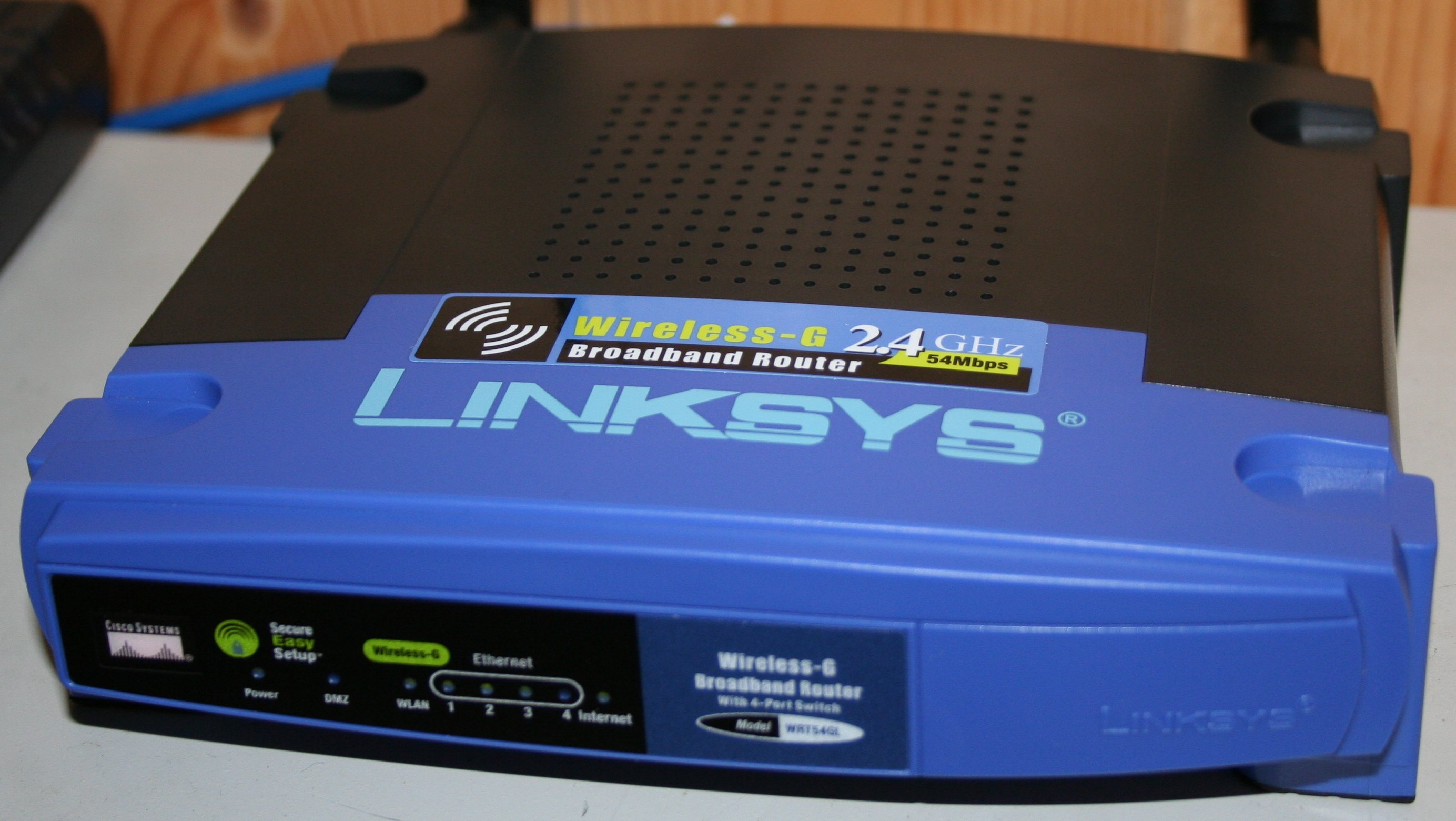
Router WRT54G

WRT54G – router produkowany przez Linksys (od marca 2013 marka stanowi własność firmy Belkin, uprzednio stanowiła własność Cisco - od 2003 roku). Urządzenie posiada wbudowany 4-portowy przełącznik oraz kartę Wi-Fi standardu 802.11g. Router WRT54G jest wstecznie zgodny ze starszym standardem 802.11b. Wprowadzono również unowocześniony model WRT54GS wyposażony m.in. w metodę przesyłu SpeedBooster i większą ilość RAM, jednak nie dorównuje on popularności WRT54G. Na podstawie tego modelu powstał WRTSL54GS rozszerzony o możliwość podłączenia dysku za pomocą wbudowanego portu USB 2.0

## Oprogramowanie
Popularności routera przysporzyło wykorzystanie przez Linksysa kodu źródłowego systemu operacyjnego GNU/Linux do stworzenia oprogramowania wbudowanego. Zgodnie z zasadami licencji GNU GPL wszelkie modyfikacje kodu niezbędne do działania systemu na tym sprzęcie musiały zostać opublikowane. Spowodowało to udostępnienie przez firmę Linksys prawie kompletnego kodu źródłowego, co z kolei umożliwiło powstanie wielu modyfikacji oprogramowania, wzbogacających możliwości oprogramowania urządzenia. Obecnie poza Linksysem oprogramowanie dla routera tworzone jest w ramach kilku projektów, m.in.: DD-WRT, Tomato, HyperWRT, OpenWrt, Gargoyle, czy FreeWRT.

## Zastosowanie
Urządzenie umożliwia dzielenie łącza internetowego przez kilka komputerów, zarówno przez standardowy kabel ethernetowy jak i łącze bezprzewodowe Wi-Fi. Może być również wykorzystywany jako przełącznik lub punkt dostępu.
WRT54G może służyć jako zapora dla sieci wewnętrznej, z możliwością przekierowania portów (ang. port forwarding) oraz stworzeniem strefy DMZ. Oprócz tego WRT54G dostarcza zaawansowane funkcje zarządzania ruchem sieciowym takie jak QoS. Obsługuje technologie automatycznej konfiguracji sieci UPnP i Port Triggering.
Ponadto różne dodatkowe funkcje dostępne są w modyfikacjach oprogramowania, przykładowo regulacja mocy nadajnika, statyczne DHCP, protokół drzewa rozpinającego czy też lokalny serwer DNS.

## Budowa
WRT54G występuje w kilku wersjach, różniących się nieznacznie pod względem wyglądu zewnętrznego. Wszystkie modele oparte zostały na układzie dostarczającym łącze Wi-Fi oraz 5 portowym przełączniku. Porty przełącznika domyślnie przypisane są do dwóch sieci wirtualnych z których jeden udostępnia łącze internetowe (tzw. port WAN). Pozostałe porty są przeznaczone do podłączenia urządzeń należących do sieci lokalnej. WRT54G zawiera 2 anteny połączone z urządzeniem typowym złączem TNC o odwróconej polaryzacji.
Pierwsze routery zawierały procesor MIPS taktowany 125 MHz, 16 MB RAM oraz 4 MB pamięci flash przeznaczonej na oprogramowanie układowe. W późniejszych modelach wprowadzono procesor taktowany 200 MHz. W modelu WRT54GS dodatkowo podwojono wielkość RAM i flash oraz wprowadzono SpeedBooster, zwiększającym prędkość średnio o 30% przy współpracy z kompatybilnymi urządzeniami.
W celu obniżenia kosztów produkcji, Linksys począwszy od wersji 5 WRT54G stosuje 8 MB RAM, 2 MB pamięci flash oraz zamknięty system operacyjny VxWorks. Utrudnia to znacznie możliwość instalacji alternatywnego oprogramowania stąd też model ten nie cieszy się popularnością wcześniejszych. Ponadto w najnowszym modelu 7 WRT54G zastąpiono dotychczasowy procesor Broadcom układem Atheros. Linksys kontynuuje produkcję wcześniejszego modelu 4 na oprogramowaniu GPL pod nazwą WRT54GL.
W swoim najnowszym modelu WRTSL54GS, opartym na WRT54GS, Linksys wprowadził port USB 2.0. Rozwiązanie to umożliwia podłączenie urządzenia dyskowego i udostępnienie jego zawartości w sieci lokalnej. Pod względem wyglądu zewnętrznego w niczym nie przypomina on poprzednich modeli G i GS.